# Brudslöjan
Brudslöjan ist ein Wasserfall in der schwedischen Provinz Västerbottens län in der Gemeinde Sorsele. Er befindet sich zwischen den Orten Sorsele und Ammarnäs, bei der Ansiedlung Övre Svarttjärn, etwa 50 km von Sorsele entfernt.